# لين كراندال
لين كراندال (بالإنجليزية: Lynn Crandall)‏ هو مهندس أمريكي، ولد في 8 ديسمبر 1888 في إثاكا في الولايات المتحدة، وتوفي في 26 يونيو 1964 في أيداهو فولز في الولايات المتحدة.